# Josh Anderson (Eishockeyspieler, 1994)
Joshua „Josh“ Anderson (* 7. Mai 1994 in Burlington, Ontario) ist ein kanadischer Eishockeyspieler, der seit Oktober 2020 bei den Canadiens de Montréal in der National Hockey League unter Vertrag steht. Zuvor verbrachte er sechs Jahre in der Organisation der Columbus Blue Jackets.

## Karriere
Josh Anderson spielte in seiner Jugend für die Nachwuchsprogramme der Burlington Eagles und Burlington Cougars in seiner Heimatstadt, ehe er mit Beginn der Saison 2011/12 zu den London Knights in die Ontario Hockey League (OHL) wechselte. In seinem ersten OHL-Jahr kam der rechte Flügelstürmer auf 22 Scorerpunkte in 64 Spielen und gewann mit den Knights am Ende der Saison die Playoffs um den J. Ross Robertson Cup. Im Anschluss wurde der Kanadier im NHL Entry Draft 2012 an 95. Position von den Columbus Blue Jackets ausgewählt. In der folgenden Spielzeit 2012/13 steigerte Anderson seine persönliche Statistik deutlich auf 49 Punkte aus 68 Spielen und errang mit den London Knights erneut den J. Ross Robertson Cup. Wenige Wochen nach Beginn der Saison 2013/14 unterzeichnete er bei den Blue Jackets einen Einstiegsvertrag und vertrat sein Heimatland wenig später erstmals bei der U20-Weltmeisterschaft 2014, bei der der Angreifer mit der kanadischen U20-Auswahl den vierten Platz belegte. Nach zwei OHL-Meisterschaften infolge nahm Anderson auch im Jahre 2014 und somit zum dritten Mal am Memorial Cup teil, da die Knights als Ausrichter fungierten; gewinnen konnte die Mannschaft den Wettbewerb allerdings nicht.

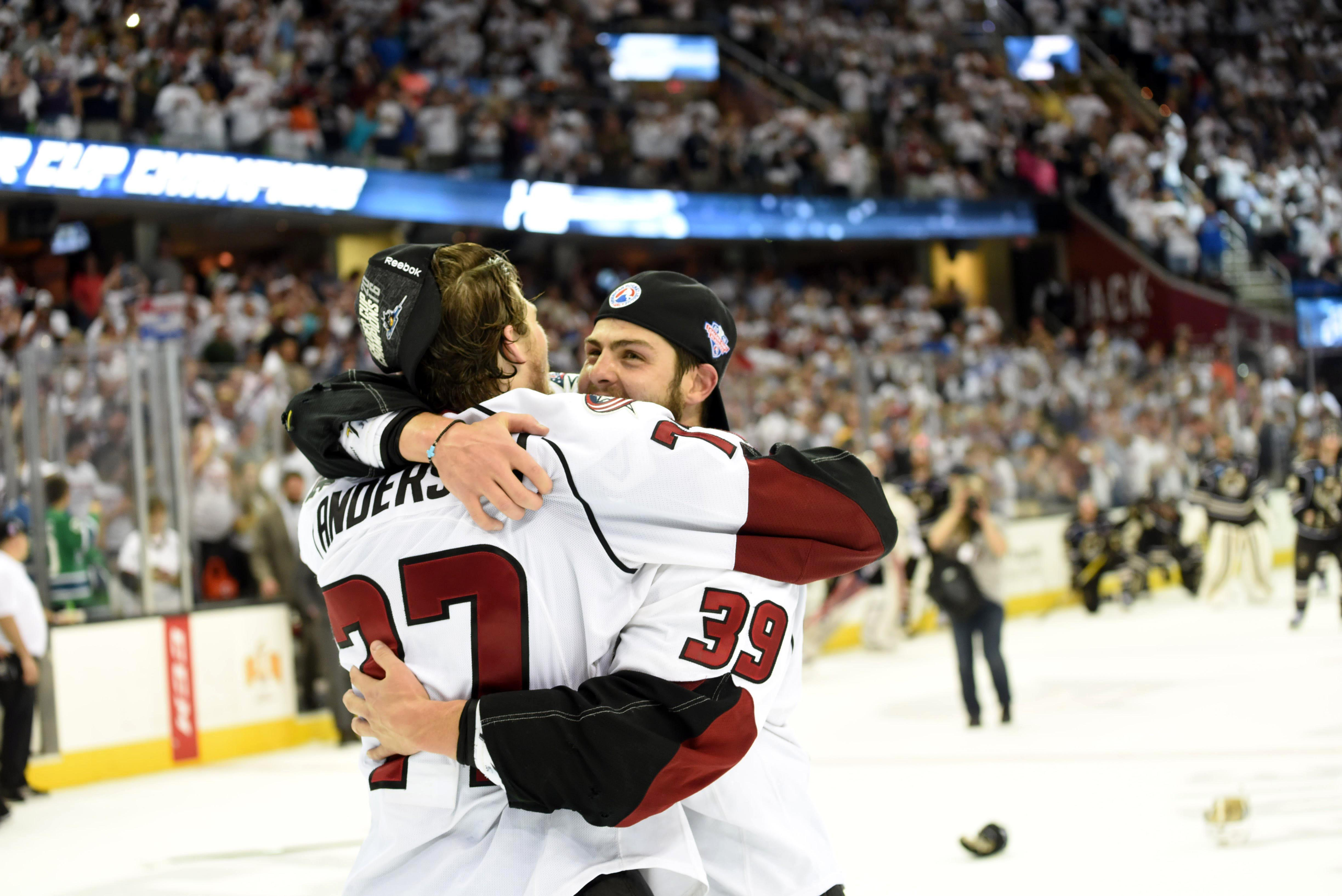
Josh Anderson feiert den Calder-Cup-Gewinn der Lake Erie Monsters mit Michael Chaput.

Im Sommer 2014 schied Anderson altersbedingt aus der OHL aus und wechselte somit in die Organisation der Columbus Blue Jackets, die ihn erwartungsgemäß bei ihrem Farmteam, den Springfield Falcons, in der American Hockey League (AHL) einsetzten. Allerdings wurde der Angreifer bereits im Januar 2014 in den Kader der Blue Jackets berufen und gab in der Folge sein Debüt in der National Hockey League (NHL), wobei er insgesamt sechs Einsätze verbuchen konnte. Auch die folgende Spielzeit 2015/16 verbrachte der Kanadier hauptsächlich in der AHL, bei den Lake Erie Monsters, dem neuen Farmteam der Blue Jackets. Mit den Monsters gewann Anderson am Saisonende die Playoffs um den Calder Cup, während er über das Jahr verteilt auf weitere zwölf NHL-Einsätze kam. Mit Beginn der Saison 2016/17 etablierte er sich im NHL-Aufgebot der Blue Jackets. In der Spielzeit 2018/19 erzielte er mit 47 Punkten seinen bisherigen Karriere-Bestwert und platzierte sich zudem mit 27 Treffern auf Rang drei der teaminternen Torjägerliste (gemeinsam mit Pierre-Luc Dubois). Am Ende der Folgesaison, von der einen Großteil aufgrund einer Schulterverletzung verpasste, transferierten ihn die Blue Jackets jedoch zu den Canadiens de Montréal und erhielten im Gegenzug Max Domi sowie ein Drittrunden-Wahlrecht im NHL Entry Draft 2020. Beide Spieler hatten zu diesem Zeitpunkt den Status eines Restricted Free Agent, bevor Anderson wenige Tage später einen neuen Siebenjahresvertrag in Montréal unterzeichnete, der ihm ein durchschnittliches Jahresgehalt von 5,5 Millionen US-Dollar einbringen soll. Mit den Canadiens erreichte er in seiner ersten Saison prompt das Endspiel der Playoffs 2021, unterlag dort allerdings den Tampa Bay Lightning mit 1:4.
Im Rahmen der Weltmeisterschaft 2022 gab Anderson sein Debüt für die kanadische A-Nationalmannschaft und gewann dort mit dem Team die Silbermedaille.

## Erfolge und Auszeichnungen
- 2012 J.-Ross-Robertson-Cup-Gewinn mit den London Knights
- 2013 J.-Ross-Robertson-Cup-Gewinn mit den London Knights
- 2016 Calder-Cup-Gewinn mit den Lake Erie Monsters

### International
- 2022 Silbermedaille bei der Weltmeisterschaft

## Karrierestatistik
Stand: Ende der Saison 2024/25

### International
Vertrat Kanada bei:
- U20-Weltmeisterschaft 2014
- Weltmeisterschaft 2022

(Legende zur Spielerstatistik: Sp oder GP = absolvierte Spiele; T oder G = erzielte Tore; V oder A = erzielte Assists; Pkt oder Pts = erzielte Scorerpunkte; SM oder PIM = erhaltene Strafminuten; +/− = Plus/Minus-Bilanz; PP = erzielte Überzahltore; SH = erzielte Unterzahltore; GW = erzielte Siegtore; 1 Play-downs/Relegation; Kursiv: Statistik nicht vollständig)